# Rue de la Rosière
Rue de la Rosière är en gata i Quartier de Javel i Paris femtonde arrondissement. Gatan är uppkallad efter Fête de la Rosière. Rue de la Rosière börjar vid Rue des Entrepreneurs 68 och slutar vid Rue de l'Église 51–55.

## Omgivningar
- Saint-Jean-Baptiste de Grenelle
- Impasse de l'Église
- Square Yvette-Chauviré
- Passage des Écoliers

## Bilder
| - Gatuskylt. - Saint-Jean-Baptiste de Grenelle. - Square Yvette-Chauviré. |

## Kommunikationer
- Tunnelbana – linje  – Félix Faure
- Busshållplats Violet – Paris bussnät

### Webbkällor
- ”Rue de la Rosière”. Mairie de Paris. https://web.archive.org/web/20160303210845/http://www.v2asp.paris.fr/commun/v2asp/v2/nomenclature_voies/Voieactu/8334.nom.htm. Läst 28 december 2023.
- ”Rue de la Rosière (15ème arrondissement)”. Les rues de Paris. https://web.archive.org/web/20160408235422/http://www.parisrues.com/rues15/paris-15-rue-de-la-rosiere.html. Läst 28 december 2023.